# Дворічне (Україна)
Дворічне — селище в Україні, у Дворічанській селищній громаді Куп'янського району Харківської області. Населення становить 326 осіб.

## Географія
Селище Дворічне знаходиться на лівому березі річки Оскіл за 2 км вище за течією від місця впадання в неї річок Верхня Дворічна і Нижня Дворічна, нижче за течією примикає до села Гряниківка, на протилежному березі розташоване селище Дворічна, поряд з селищем протікає річка Тавільжанка, вище за течією якої до селища примикає село Тавільжанка. Через селище проходить залізниця, станція Дворічна. Селище оточують лісові масиви урочище Велике і урочище Банківський Бір (сосна).

## Історія
1825 — дата заснування.
7 (20) листопада 1917 року, відповідно до.Третього Універсалу Української Центральної Ради, увійшло до складу Української Народної Республіки.
Селище постраждало внаслідок геноциду українського народу, проведеного урядом СССР в 1932—1933 роках, кількість встановлених жертв в Дворічному, Будьонівці, Великих Подвірках, Малих Подвірках, Вільшанах, Западному, Ломачному, Раковій, Сагунівці, Червоній Долині, Шевченківській громаді — 113 людей.
12 червня 2020 року, відповідно до Розпорядження Кабінету Міністрів України  № 725-р «Про визначення адміністративних центрів та затвердження територій територіальних громад Харківської області», увійшло до складу Дворічанської селищної громади.
19 липня 2020 року, в результаті адміністративно - територіальної реформи та ліквідації Дворічанського району, село увійшло до складу Куп'янського району Харківської області.
Село було окуповане 24 лютого 2022 року. Звільнено 25 вересня.

## Економіка
- Елеватор. (Закрили в 2021 році)

## Об'єкти соціальної сфери
- Пристанціний колледж

## Відомі люди
- Писаревський Петро Степанович (1820—1871) — український поет, автор бурлескних віршів та байок. Народився в селищі Дворічне.